# Epilachna cacica
Epilachna cacica es una especie de insecto de la familia Coccinellidae, considerada cosmopolita  que puede encontrarse en Argentina, Colombia, Perú, Ecuador, Venezuela y Paraguay.

## Descripción
Es uno de los coccinellidos más grandes, su tamaño va desde los 7.0 a los 10.9mm, tiene forma ovalada, ancha, con los bordes de las alas anteriores (élitros) continuamente curvos, con un ancho máximo correspondiente a 2/5 del largo de élitros. 

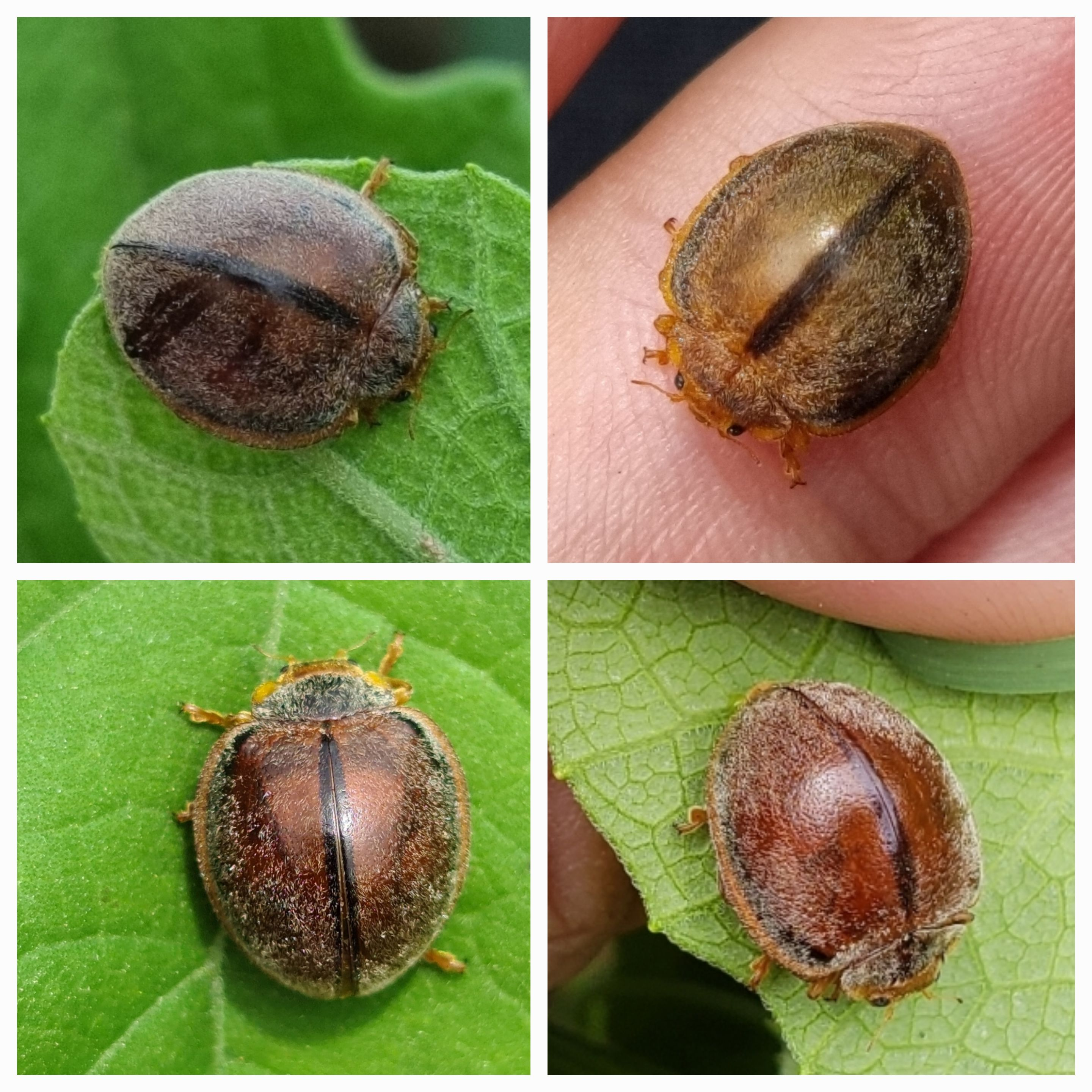
Algunos ejemplos de coloraciones de Epilachna cacica.

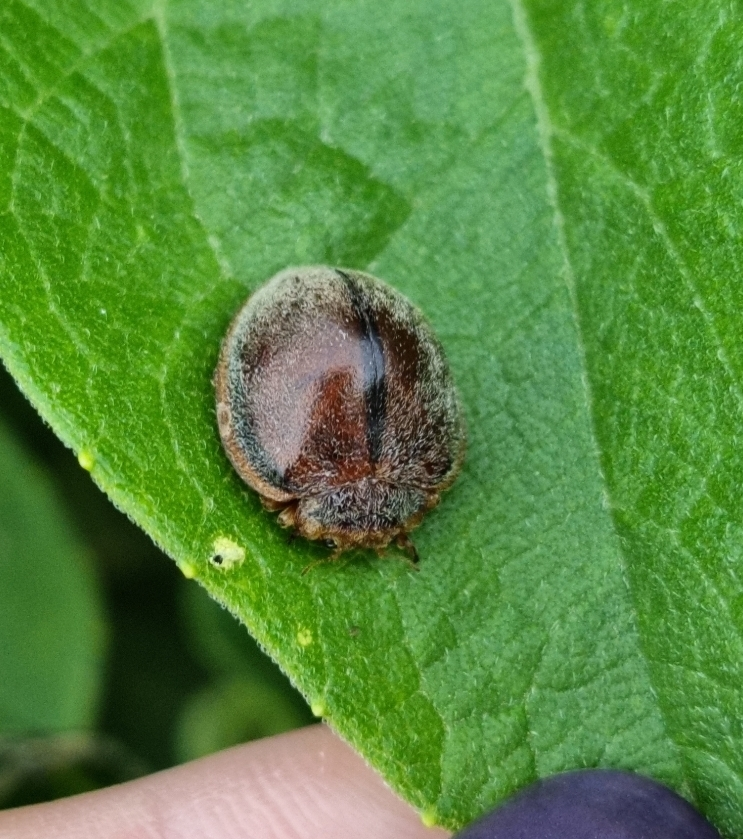
Ejemplar observado sobre su planta nutricia en La Merced, Salta, Argentina.

Su cabeza, pronoto y escutelo son marrón amarillento, que puede variar desde amarillo hasta formas más oscuras e incluso negro. El pronoto suele tener los bordes amarillentos y la zona media negra. En cuanto a los élitros, también presentan los bordes laterales amarillos con los bordes laterales y medios de color negro a modo de delineado. El lado inferior es amarillento (mientras que el resto es notablemente marrón). Los élitros presentan pelos cortos, que suelen brillar de color grisáceo a dorado.

Las piezas bucales y antenas son amarillentas, aunque cerca de los ápices suelen tornarse ligeramente marrón a negro. Como todos los coccinellidos, la punta de las antenas suele tener segmentos más ensanchados.  

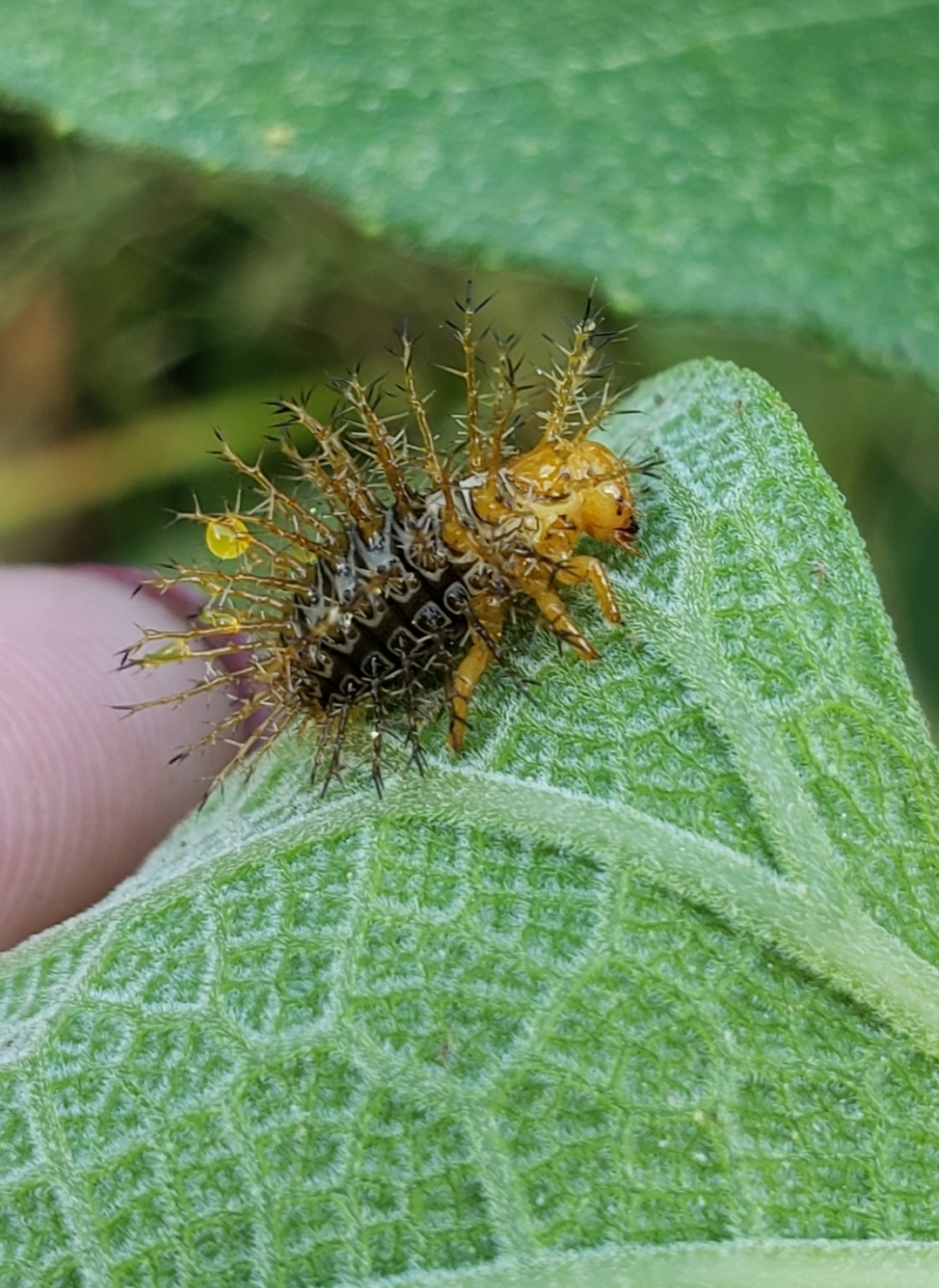
Ejemplar es estado larval sobre planta nutricia.

Las patas y parte ventral del abdomen suelen ser de color anaranjado a marrón.
Hay individuos cuyas partes amarillas son más anaranjadas.

## Alimentación
Su alimentación es herbívora, sobre todo de plantas de la familia Cucurbitaceae, como la Sandía Purgante (Cayaponia bonariensis). También hay registros de ser plaga de cultivos de poroto, zapallo y melón en Argentina, aunque prefiere las plantas nativas.